# Tablas internacionales de cristalografía
Las Tablas Internacionales de Cristalografía conforman una serie de volúmenes publicados por la Unión Internacional de Cristalografía (IUCr) en los cuales se oficializan y se explican con detalle los estándares internacionales en cristalografía como las diferentes notaciones de los grupos puntuales de simetría, etc.
En 2010, los siguientes volúmenes estaban publicados:
- Volumen A: Simetría de los grupos espaciales ISBN 0-7923-6590-9;
- Volumen A1: Relaciones de simetría entre los grupos espaciales ISBN 1-4020-2355-3;
- Volumen B: Espacio Recíproco ISBN 0-7923-6592-5;
- Volumen C: Tablas matemáticas, físicas y químicas ISBN 1-4020-1900-9;
- Volumen D : Propiedades físicas de los cristales ISBN 1-4020-0714-0 ;
- Volumen E : Grupos subperiódicos ISBN 1-4020-0715-9 ;
- Volumen F : Cristalografía de las macromoléculas biológicas ISBN 0-7923-6857-6 ;
- Volumen G : Definición e intercambio de datos cristalográfícos ISBN 1-4020-3138-6.